# WrestleMania 34
WrestleMania 34 là sự kiện WrestleMania đấu vật chuyên nghiệp pay-per-view thứ 34 và của WWE Network được sản xuất bởi WWE cho Raw, SmackDown, và 205 Live, diễn ra vào ngày 8 tháng 4 năm 2018, tại Mercedes-Benz Superdome ở New Orleans, Louisiana.
Show bao gồm 14 trận đấu, bao gồm 3 trận đấu preshow. Trong sự kiện chính, Brock Lesnar giữ lại đai Universal Championship trước Roman Reigns. Trong một trận đấu chính khác, AJ Styles giữ lại đai WWE Championship  trước Shinsuke Nakamura. Các trận đấu khác chứng kiến Ronda Rousey ra mắt WWE và Daniel Bryan trở lại sàn đấu sau gần ba năm vắng bóng. Ronda Rousey đã hợp tác với Kurt Angle để đánh bại Triple H và Stephanie McMahon trong một trận đấu đồng đội, trong khi Daniel Bryan hợp tác với Shane McMahon để đánh bại Kevin Owens và Sami Zayn. Ngoài ra, The Undertaker đã đánh bại John Cena trong một trận đấu ngẫu hứng.
Charlotte Flair giữ lại đai SmackDown Women's Championship trước Người chiến thắng Royal Rumble  2018 Asuka, chấm dứt chuỗi bất bại của Asuka. Một đứa trẻ 10 tuổi (con trai của trọng tài John Cone) đã trở thành nhà vô địch WWE trẻ nhất trong lịch sử khi cậu hợp tác với Braun Strowman để đánh bại Cesaro và Sheamus cho đai Raw Tag Team Championship. Đó cũng là lần đầu tiên đai SmackDown Tag Team Championship được bảo vệ tại WrestleMania.

## Kết quả
| Thứ tự                                                                                               | Kết quả | Thể thức                                                                                  | Thời gian |
| --- | --- | ----------------------------------------------------------------------------------------- | --------- |
| 1 P                                                                                                  | Matt Hardy giành chiến thắng bằng cách loại Baron Corbin cuối cùng                                                                              | 30 người André the Giant Memorial Battle Royal                                            | 15:45     |
| 2 P                                                                                                  | Cedric Alexander đánh bại Mustafa Ali | Chung kết cho Giải vô địch WWE Cruiserweight còn trống                                    | 12:20     |
| 3 P                                                                                                  | Naomi giành chiến thắng bằng cách loại Bayley cuối cùng                                                                                         | WrestleMania Women Battle Royal 20 người                                                  | 9:50      |
| 4 | Seth Rollins đánh bại The Miz (c) và Finn Bálor                                                                                                 | Trận đấu Triple threat cho Giải vô địch Liên lục địa WWE                                  | 15:30     |
| 5 | Charlotte Flair (c) đánh bại Asuka bằng đòn khóa                                                                                                | Trận đấu đơn cho Giải vô địch nữ WWE SmackDown                                            | 13:05     |
| 6 | Jinder Mahal (với Sunil Singh) đánh bại Randy Orton (c), Bobby Roode và Rusev (với Aiden English)                                               | Trận đấu Fatal four-way cho WWE United States Championship                                | 8:15      |
| 7 | Kurt Angle và Ronda Rousey đã đánh bại The Authority (Triple H và Stephanie McMahon) bằng đòn khóa                                              | Trận đấu đồng đội hỗn hợp                                                                 | 20:40     |
| 8 | The Bludgeon Brothers (Harper và Rowan) đánh bại The Usos (Jey Uso và Jimmy Uso) (c) và The New Day (Big E và Kofi Kingston) (với Xavier Woods) | Trận đấu đồng đội triple threat cho Giải vô địch đồng đội thẻ WWE SmackDown               | 5:50      |
| 9 | The Undertaker đánh bại John Cena | Trận đấu đơn                                                                              | 2:45      |
| 10                                                                                                   | Daniel Bryan và Shane McMahon đánh bại Kevin Owens và Sami Zayn bằng đòn khóa                                                                   | Trận đấu đồng đội Nếu Owens và Zayn giành chiến thắng, họ sẽ được thuê lại cho SmackDown. | 15:25     |
| 11                                                                                                   | Nia Jax đánh bại Alexa Bliss (c) (với Mickie James)                                                                                             | Trận đấu đơn cho Giải vô địch nữ WWE Raw                                                  | 10:15     |
| 12                                                                                                   | AJ Styles (c) đánh bại Shinsuke Nakamura | Trận đấu đơn cho WWE Championship                                                         | 20:20     |
| 13                                                                                                   | Braun Strowman và Nicholas đánh bại Cesaro và Sheamus (c)                                                                                       | Trận đấu đồng đội cho đai WWE Raw Tag Team Championship                                   | 4:00      |
| 14                                                                                                   | Brock Lesnar (c) (cùng Paul Heyman) đánh bại Roman Reigns                                                                                       | Trận đấu đơn cho WWE Universal Championship                                               | 15:55     |
| - (c) - đề cập đến (các) nhà vô địch bước vào trận đấu - P - cho biết trận đấu diễn ra trong preshow | |                                                                                           |           |

1. ↑  Order of elimination: Aiden English, Konnor, Curt Hawkins, R-Truth, Primo Colon, Mike Kanellis, Tyler Breeze, Viktor, Zack Ryder, Karl Anderson, Luke Gallows, Apollo, Shelton Benjamin, Rhyno, Dash Wilder, Scott Dawson, Bo Dallas, Curtis Axel, Sin Cara, Fandango, Heath Slater, Chad Gable, Titus O'Neil, Goldust, Tye Dillinger, Dolph Ziggler, Kane, Mojo Rawley, Baron Corbin
2. ↑  Order of elimination: Carmella, Dana Brooke, Mandy Rose, Sonya Deville, Kairi Sane, Lana, Kavita Devi, Taynara Conti, Bianca Belair, Dakota Kai, Becky Lynch, Mickie James, Peyton Royce, Natalya, Liv Morgan, Ruby Riott, Sarah Logan, Sasha Banks, Bayley
3. ↑  Nicholas was a 10-year-old picked from the venue's crowd by Strowman.

### Giải đấu vô địch WWE Cruiserweight
|  | First Round 205 Live (1/30/18, 2/6/18, 2/13/18, 2/20/18) | First Round 205 Live (1/30/18, 2/6/18, 2/13/18, 2/20/18) |                 |                  | Quarterfinals 205 Live (2/27/18, 3/6/18) | Quarterfinals 205 Live (2/27/18, 3/6/18) |  |  | Semifinals 205 Live (3/13/18, 3/20/18) | Semifinals 205 Live (3/13/18, 3/20/18) |  |  | Final WrestleMania 34 (4/8/18) | Final WrestleMania 34 (4/8/18) |  |
|  |                                                          |                                                          |                 |                  |                                          |                                          |  |  |                                        |                                        |  |  |                                |                                |  |
|  | Cedric Alexander                                         | Pin                                                      |                 |                  |                                          |                                          |  |  |                                        |                                        |  |  |                                |                                |  |
|  | Cedric Alexander                                         | Pin                                                      |                 |                  |                                          |                                          |  |  |                                        |                                        |  |  |                                |                                |  |
|  | Gran Metalik                                             | 9:27                                                     |                 |                  |                                          |                                          |  |  |                                        |                                        |  |  |                                |                                |  |
|  | Gran Metalik                                             | 9:27                                                     |                 | Cedric Alexander | Pin                                      |                                          |  |  |                                        |                                        |  |  |                                |                                |  |
|  |                                                          |                                                          |                 | Cedric Alexander | Pin                                      |                                          |  |  |                                        |                                        |  |  |                                |                                |  |
|  |                                                          |                                                          | TJP             | 17:21            |                                          |                                          |  |  |                                        |                                        |  |  |                                |                                |  |
|  | TJP                                                      | Pin                                                      | TJP             | 17:21            |                                          |                                          |  |  |                                        |                                        |  |  |                                |                                |  |
|  | TJP                                                      | Pin                                                      |                 |                  |                                          |                                          |  |  |                                        |                                        |  |  |                                |                                |  |
|  | Tyler Bate                                               | 14:31                                                    |                 |                  |                                          |                                          |  |  |                                        |                                        |  |  |                                |                                |  |
|  | Tyler Bate                                               | 14:31                                                    |                 | Cedric Alexander | Pin                                      |                                          |  |  |                                        |                                        |  |  |                                |                                |  |
|  |                                                          |                                                          |                 |                  |                                          |                                          |  |  |                                        |                                        |  |  |                                |                                |  |
|  |                                                          |                                                          | Roderick Strong | 14:54            |                                          |                                          |  |  |                                        |                                        |  |  |                                |                                |  |
|  | Kalisto                                                  | Pin                                                      | Roderick Strong | 14:54            |                                          |                                          |  |  |                                        |                                        |  |  |                                |                                |  |
|  | Kalisto                                                  | Pin                                                      |                 |                  |                                          |                                          |  |  |                                        |                                        |  |  |                                |                                |  |
|  | Lince Dorado                                             | 11:37                                                    |                 |                  |                                          |                                          |  |  |                                        |                                        |  |  |                                |                                |  |
|  | Lince Dorado                                             | 11:37                                                    |                 | Kalisto          | 11:39                                    |                                          |  |  |                                        |                                        |  |  |                                |                                |  |
|  |                                                          |                                                          |                 | Kalisto          | 11:39                                    |                                          |  |  |                                        |                                        |  |  |                                |                                |  |
|  |                                                          |                                                          | Roderick Strong | Pin              |                                          |                                          |  |  |                                        |                                        |  |  |                                |                                |  |
|  | Roderick Strong                                          | Pin                                                      | Roderick Strong | Pin              |                                          |                                          |  |  |                                        |                                        |  |  |                                |                                |  |
|  | Roderick Strong                                          | Pin                                                      |                 |                  |                                          |                                          |  |  |                                        |                                        |  |  |                                |                                |  |
|  | Hideo Itami                                              | 17:04                                                    |                 |                  |                                          |                                          |  |  |                                        |                                        |  |  |                                |                                |  |
|  | Hideo Itami                                              | 17:04                                                    |                 | Cedric Alexander | Pin                                      |                                          |  |  |                                        |                                        |  |  |                                |                                |  |
|  |                                                          |                                                          |                 |                  |                                          |                                          |  |  |                                        |                                        |  |  |                                |                                |  |
|  |                                                          |                                                          | Mustafa Ali     | 12:20            |                                          |                                          |  |  |                                        |                                        |  |  |                                |                                |  |
|  | Akira Tozawa                                             | 12:28                                                    | Mustafa Ali     | 12:20            |                                          |                                          |  |  |                                        |                                        |  |  |                                |                                |  |
|  | Akira Tozawa                                             | 12:28                                                    |                 |                  |                                          |                                          |  |  |                                        |                                        |  |  |                                |                                |  |
|  | Mark Andrews                                             | Pin                                                      |                 |                  |                                          |                                          |  |  |                                        |                                        |  |  |                                |                                |  |
|  | Mark Andrews                                             | Pin                                                      |                 | Mark Andrews     | 12:10                                    |                                          |  |  |                                        |                                        |  |  |                                |                                |  |
|  |                                                          |                                                          |                 | Mark Andrews     | 12:10                                    |                                          |  |  |                                        |                                        |  |  |                                |                                |  |
|  |                                                          |                                                          | Drew Gulak      | Sub              |                                          |                                          |  |  |                                        |                                        |  |  |                                |                                |  |
|  | Drew Gulak                                               | Sub                                                      | Drew Gulak      | Sub              |                                          |                                          |  |  |                                        |                                        |  |  |                                |                                |  |
|  | Drew Gulak                                               | Sub                                                      |                 |                  |                                          |                                          |  |  |                                        |                                        |  |  |                                |                                |  |
|  | Tony Nese                                                | 16:10                                                    |                 |                  |                                          |                                          |  |  |                                        |                                        |  |  |                                |                                |  |
|  | Tony Nese                                                | 16:10                                                    |                 | Drew Gulak       | 15:13                                    |                                          |  |  |                                        |                                        |  |  |                                |                                |  |
|  |                                                          |                                                          |                 |                  |                                          |                                          |  |  |                                        |                                        |  |  |                                |                                |  |
|  |                                                          |                                                          | Mustafa Ali     | Pin              |                                          |                                          |  |  |                                        |                                        |  |  |                                |                                |  |
|  | Buddy Murphy                                             | Pin                                                      | Mustafa Ali     | Pin              |                                          |                                          |  |  |                                        |                                        |  |  |                                |                                |  |
|  | Buddy Murphy                                             | Pin                                                      |                 |                  |                                          |                                          |  |  |                                        |                                        |  |  |                                |                                |  |
|  | Ariya Daivari                                            | 7:46                                                     |                 |                  |                                          |                                          |  |  |                                        |                                        |  |  |                                |                                |  |
|  | Ariya Daivari                                            | 7:46                                                     |                 | Buddy Murphy     | 11:05                                    |                                          |  |  |                                        |                                        |  |  |                                |                                |  |
|  |                                                          |                                                          |                 | Buddy Murphy     | 11:05                                    |                                          |  |  |                                        |                                        |  |  |                                |                                |  |
|  |                                                          |                                                          | Mustafa Ali     | Pin              |                                          |                                          |  |  |                                        |                                        |  |  |                                |                                |  |
|  | Mustafa Ali                                              | Pin                                                      | Mustafa Ali     | Pin              |                                          |                                          |  |  |                                        |                                        |  |  |                                |                                |  |
|  | Mustafa Ali                                              | Pin                                                      |                 |                  |                                          |                                          |  |  |                                        |                                        |  |  |                                |                                |  |
|  | Gentleman Jack Gallagher                                 | 17:08                                                    |                 |                  |                                          |                                          |  |  |                                        |                                        |  |  |                                |                                |  |